# Histoire(s) de la télévision
Histoire(s) de la télévision est une mini-série télévisée humoristique française en 54 épisodes d'environ 5 minutes chacun, créée, écrite et interprétée par Alain Chabat, Chantal Lauby et Dominique Farrugia du groupe d'humoristes Les Nuls, après la mort de leur acolyte Bruno Carette. La série est diffusée du 12 mars au 14 juin 1990 dans l'émission Nulle part ailleurs sur la chaîne Canal+.

## Synopsis
Histoire(s) de la télévision invite le spectateur dans la salle à manger/salon de la famille Gilet (incarnée par les membres des Nuls), alors que ceux-ci regardent la télévision au cours du repas du soir.
Chaque épisode traite d'un aspect spécifique des programmes de télévision, comme « le direct », « les séries américaines », « la femme », « la défense des animaux », etc. Le prologue de chaque épisode commence toujours par la phrase suivante : « Histoire(s) de la télévision vous propose ce soir : et la Télé inventa… », suivit du sujet du jour de l'épisode.

## Distribution
- Alain Chabat : Roland Gilet (le père)
- Chantal Lauby : Eve-Marie Gilet (la mère)
- Dominique Farrugia : Gilou Gilet (le fils)

## Épisodes
1. L'arrivée de la télévision dans la famille Gilet
2. La TV inventa la médecine
3. La TV inventa l'écologie
4. La TV inventa le feuilleton à suivre
5. La TV inventa le documentaire animalier
6. La TV inventa le changement de programme
7. La TV inventa le feuilleton australien
8. La TV inventa la femme
9. La TV inventa le direct
10. La TV inventa la série américaine
11. La TV inventa les roulettes de caméra
12. La TV inventa l'image subliminale
13. La TV inventa le dimanche
14. La TV inventa l'histoire
15. La TV inventa l'incommunicabilité
16. La TV inventa le jardinage
17. La TV inventa les explorateurs
18. La TV inventa les incorruptibles
19. La TV inventa le tourisme
20. La TV inventa la poésie
21. La TV inventa l'allusion
22. La TV inventa le feuilleton interactif
23. La TV inventa la défense des animaux
24. La TV inventa la danse classique
25. La TV inventa l'hypnotisme
26. La TV inventa le ralenti
27. La TV inventa le dos à la TV
28. La TV inventa la série policière française
29. La TV inventa le 3750e épisode
30. La TV inventa le reportage vérité
31. La TV inventa l'homme de fer
32. La TV inventa le soir où il n' y a rien et du coup on profite pour s'engueuler
33. La TV inventa la défense du consommateur
34. La TV inventa le mot Glabouni
35. La TV inventa l'interlude
36. La TV inventa la couleur
37. La TV inventa la cravate
38. La TV inventa le feuilleton de Zorro
39. La TV inventa les pétasses
40. La TV inventa la bourse
41. La TV inventa on peut se passer de TV si on veut
42. La TV inventa la sorcellerie
43. La TV inventa le commentaire sportif
44. La TV inventa les bandes de jeunes voyous
45. La TV inventa le bêtisier
46. La TV inventa la TV qui marche toute seule
47. La TV inventa les chefs-d'œuvre
48. La TV inventa Poly
49. La TV inventa le tic-tac de la pendule
50. La TV inventa le repas de midi
51. La TV inventa Au nom de la loi
52. La TV inventa les Cinq dernières minutes
53. La TV inventa le kung-fu
54. La TV inventa le dernier épisode

## Commentaires
- Le titre de la série est une référence à la série de films Histoire(s) du cinéma du réalisateur Jean-Luc Godard, qui débuta un an plus tôt.
- Un épisode hors-série, intitulé « La TV inventa la famille Gilet en direct-live », a été diffusé dans l'émission des Nuls Les Nuls L'émission. Il est disponible en bonus caché dans le premier DVD de l'intégrale de la série.
- Dans le documentaire L'histoire de Les Nuls, Chantal Lauby déclara lors de l'écriture : « On a repuisé des images fortes [de la télévision] en se foutant complètement de la vraie histoire ; c'était même pas une parodie, c'était nous par rapport à nos souvenirs d'enfance ».[réf. souhaitée]

## Édition vidéo
L'intégrale de la série est disponible dans les éditions DVD collector des coffrets Les Nuls l'intégrule :
- Les Nuls l'intégrule - Édition Collector (décembre 2003)
- Les Nuls l'intégrule 2 - Édition Collector (décembre 2004)